# Tỉnh của Kazakhstan
Kazakhstan được chia thành 17 tỉnh (tiếng Kazakh: облыстар/oblystar; số ít: облыс/oblys; tiếng Nga: области/oblasti; số ít: область/oblast'). Các tỉnh được chia tiếp thành các huyện (tiếng Kazakh: аудандар/audandar; số ít: аудан/audan; tiếng Nga: районы/rayoni; số ít: tiếng Nga: район/rayon). Ba thành phố là Shymkent, Almaty và Astana không thuộc về tỉnh nào.
Ngày 16 tháng 3 năm 2022, Tổng thống Kazakhstan Kassym-Jomart Tokayev công bố sẽ thành lập ba tỉnh mới. Tỉnh Abai được tách ra từ tỉnh Đông Kazakhstan với thủ phủ là Semey. Tỉnh Ulytau được tách ra từ tỉnh Karaganda với thủ phủ tại Jezkazgan. Tỉnh Jetisu tách ra từ tỉnh Almaty với thủ phủ tại Taldykorgan; thủ phủ tỉnh Almaty chuyển từ Taldykorgan đến Qonayev.

## Các tỉnh
| Huy hiệu | Tên gọi                                | Loại            | Thủ phủ         | Tên tiếng Kazakh                                      | Tên tiếng Nga                                                    | Giờ chuẩn |
| -------- | -------------------------------------- | --------------- | --------------- | ----------------------------------------------------- | ---------------------------------------------------------------- | --------- |
|          | Tỉnh Abai                              | tỉnh            | Semey           | Абай облысы Abai oblysy                               | Абайская область Abaiskaya Oblast′                               | UTC+06:00 |
|          | Tỉnh Akmola                            | tỉnh            | Kokshetau       | Ақмола облысы Aqmola oblysy                           | Акмолинская область Akmolinskaya Oblast′                         | UTC+06:00 |
|          | Tỉnh Aktobe                            | tỉnh            | Aktobe          | Ақтөбе облысы Aqtöbe oblysy                           | Актюбинская область Aktyubinskaya Oblast′                        | UTC+05:00 |
|          | Almaty                                 | thành phố[nb 1] | thành phố[nb 1] | Алматы қаласы Almaty qalasy                           | город Алматы gorod Almaty                                        | UTC+06:00 |
|          | Tỉnh Almaty                            | tỉnh            | Qonaev          | Алматы облысы Almaty oblysy                           | Алматинская область Almatinskaya Oblast′                         | UTC+06:00 |
|          | Astana                                 | thành phố[nb 1] | thành phố[nb 1] | Астана қаласы Astana qalasy                           | город Астана gorod Astana                                        | UTC+06:00 |
|          | Tỉnh Atyrau                            | tỉnh[nb 2]      | Atyrau          | Атырау облысы Atyrau oblysy                           | Атырауская область Atyrauskaya Oblast′                           | UTC+05:00 |
|          | Baikonur                               | city[nb 3]      | city[nb 3]      | Байқоңыр қаласы Baiqoñyr qalasy                       | город Байконур gorod Baykonur                                    | UTC+05:00 |
|          | Tỉnh Đông Kazakhstan                   | tỉnh            | Oskemen         | Шығыс Қазақстан облысы Şyğys Qazaqstan oblysy         | Восточно-Казахстанская область Vostochno-Kazakhstanskaya Oblast′ | UTC+06:00 |
|          | Tỉnh Jambyl                            | tỉnh            | Taraz           | Жамбыл облысы Jambyl oblysy                           | Жамбылская область Zhambylskaya Oblast′                          | UTC+06:00 |
|          | Tỉnh Jetisu                            | tỉnh            | Taldykorgan     | Жетісу облысы Jetısu oblysy                           | Жетысуская область Zhetysuskaya Oblast′                          | UTC+06:00 |
|          | Tỉnh Karaganda                         | tỉnh            | Karaganda       | Қарағанды облысы Qarağandy oblysy                     | Карагандинская область Karagandinskaya Oblast′                   | UTC+06:00 |
|          | Tỉnh Kostanay                          | tỉnh            | Kostanay        | Қостанай облысы Qostanai oblysy                       | Костанайская область Kostanayskaya Oblast′                       | UTC+06:00 |
|          | Tỉnh Kyzylorda                         | tỉnh            | Kyzylorda       | Қызылорда облысы Qyzylorda oblysy                     | Кызылординская область Kyzylordinskaya Oblast′                   | UTC+05:00 |
|          | Tỉnh Mangystau                         | tỉnh            | Aktau           | Маңғыстау облысы Mañğystau oblysy                     | Мангыстауская область Mangystauskaya Oblast′                     | UTC+05:00 |
|          | Tỉnh Bắc Kazakhstan                    | tỉnh            | Petropavl       | Солтүстік Қазақстан облысы Soltüstık Qazaqstan oblysy | Северо-Казахстанская область Severo-Kazakhstanskaya Oblast′      | UTC+06:00 |
|          | Tỉnh Pavlodar                          | tỉnh            | Pavlodar        | Павлодар облысы Pavlodar oblysy                       | Павлодарская область Pavlodarskaya Oblast′                       | UTC+06:00 |
|          | Shymkent                               | thành phố[nb 1] | thành phố[nb 1] | Шымкент қаласы Şymkent qalasy                         | город Шымкент gorod Shymkent                                     | UTC+06:00 |
|          | Tỉnh Turkistan (tên cũ Nam Kazakhstan) | tỉnh            | Turkistan       | Түркістан облысы Türkıstan oblysy                     | Туркестанская область Turkestanskaya Oblast′                     | UTC+06:00 |
|          | Tỉnh Ulytau                            | tỉnh            | Jezkazgan       | Ұлытау облысы Ūlytau oblysy                           | Улытауская область Ulytauskaya Oblast′                           | UTC+06:00 |
|          | Tỉnh Tây Kazakhstan                    | tỉnh[nb 2]      | Oral            | Батыс Қазақстан облысы Batys Qazaqstan oblysy         | Западно-Казахстанская область Zapadno-Kazakhstanskaya Oblast′    | UTC+05:00 |

## Thống kê nhân khẩu
| Tỷ lệ cư dân gốc Âu tại các huyện và thành phố của Kazakhstan vào năm 2022 ≥70% 60,0 – 69,9% 50,0 – 59,9% 40,0 – 49,9% 30,0 – 39,9% 20,0 – 29,9% 10,0 – 19,9% 0,0 – 9,9% |

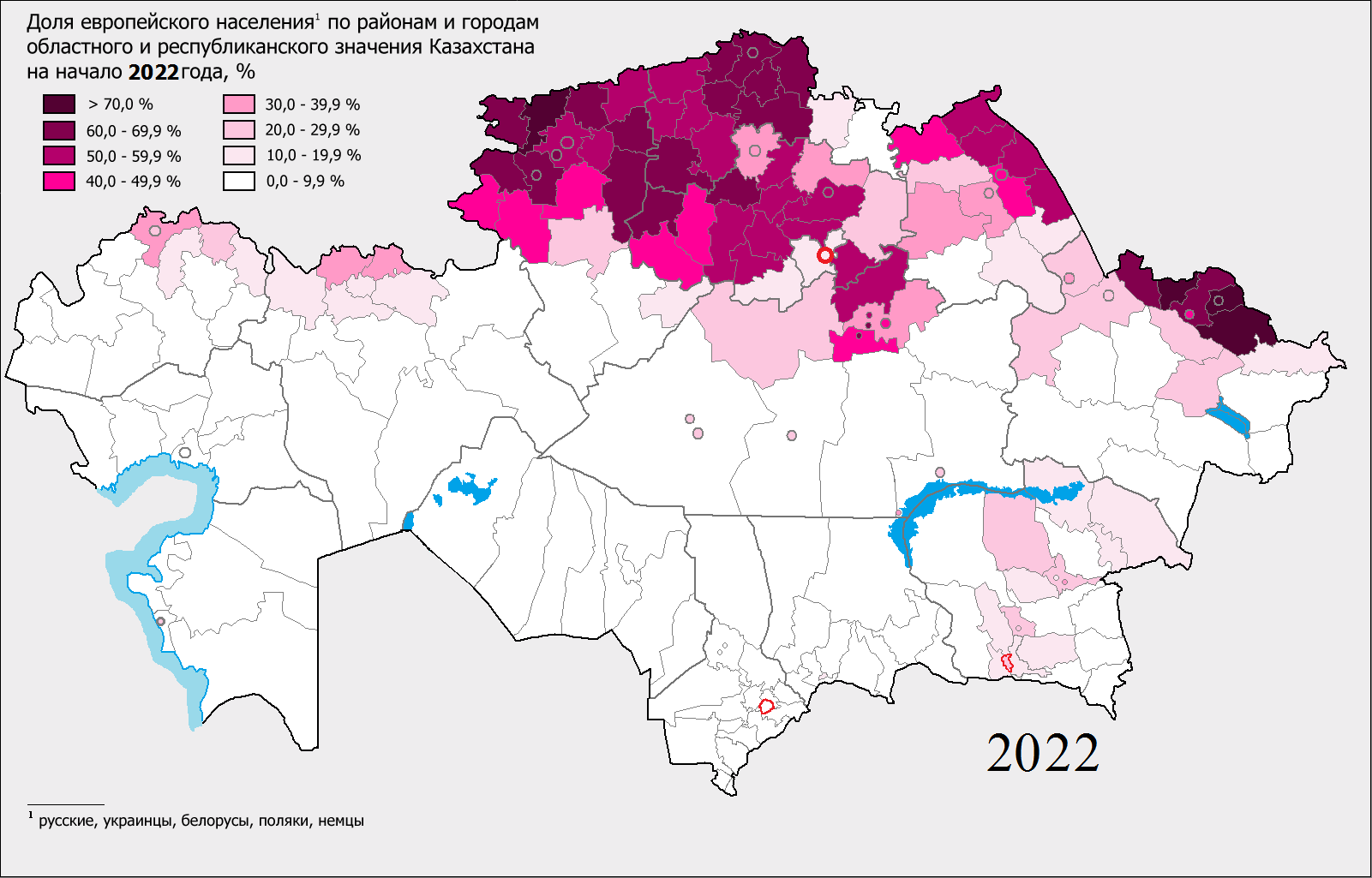

Năm 2022, ba tỉnh mới được tách ra - Abai (từ Đông Kazakhstan), Jetisu (từ tỉnh Almaty) và Ulytau (từ tỉnh Karaganda). Trong bảng dưới đây, tổng dân số năm 2009 được sửa đổi để phản ánh dân số trong ranh giới mới của các tỉnh có thay đổi.
| Thực thể        | Thủ phủ     | Diện tích (km2) | Dân số (2009) | Dân số (2022) | Mật độ (2022) | ISO 3166-2 |
| --------------- | ----------- | --------------- | ------------- | ------------- | ------------- | ---------- |
| Abai            | Semey       | 185.500         | 654.423       | 610.183       | 3,29          | KZ-        |
| Aqmola          | Kokshetay   | 146.219         | 737.495       | 786.012       | 5,38          | KZ-AKM     |
| Aqtobe          | Aqtobe      | 300.629         | 757.768       | 924.845       | 3,08          | KZ-AKT     |
| Almaty          | Almaty      | 682             | 1.449.696     | 2.147.113     | 3.148,26      | KZ-ALA     |
| Almaty (tỉnh)   | Qonaev      | 105.100         | 1.103.237     | 1.497.025     | 14,24         | KZ-ALM     |
| Astana          | Astana      | 797             | 613.006       | 1.340.782     | 1.682,29      | KZ-AST     |
| Atyrau          | Atyrau      | 118.631         | 510.377       | 689.674       | 5,81          | KZ-ATY     |
| Baikonur        | Baikonur    | 57              | 36.175        | 34.544        | 606,04        | KZ-BAY*    |
| Đông Kazakhstan | Oskemen     | 97.700          | 742.170       | 730.818       | 7,48          | KZ-VOS     |
| Jambyl          | Taraz       | 144.264         | 1.022.129     | 1.215.482     | 8,43          | KZ-ZHA     |
| Jetisu          | Taldyqorgan | 118.500         | 620.593       | 698.952       | 5,90          | KZ-        |
| Karaganda       | Karaganda   | 239.100         | 1.118.036     | 1.134.146     | 4,74          | KZ-KAR     |
| Kostanay        | Kostanay    | 196.001         | 885.570       | 832.445       | 4,25          | KZ-KUS     |
| Kyzylorda       | Kyzylorda   | 226.019         | 678.794       | 830.901       | 3,68          | KZ-KZY     |
| Mangystau       | Aktau       | 165.642         | 485.392       | 761.401       | 4,60          | KZ-MAN     |
| Bắc Kazakhstan  | Petropavl   | 97.993          | 596.535       | 534.966       | 5,46          | KZ-SEV     |
| Pavlodar        | Pavlodar    | 124.800         | 742.475       | 754.829       | 6,05          | KZ-PAV     |
| Shymkent        | Shymkent    | 1.163           | 730.873       | 1.184.113     | 1.018,15      | KZ-        |
| Turkistan       | Turkistan   | 116.100         | 1.738.484     | 2.110.502     | 18,18         | KZ-TUR     |
| Tây Kazakhstan  | Oral        | 151.339         | 598.880       | 686.655       | 4,54          | KZ-ZAP     |
| Ulytau          | Jezqazgan   | 188.900         | 223.664       | 221.014       | 1,17          | KZ-        |

## Ranh giới hành chính cũ

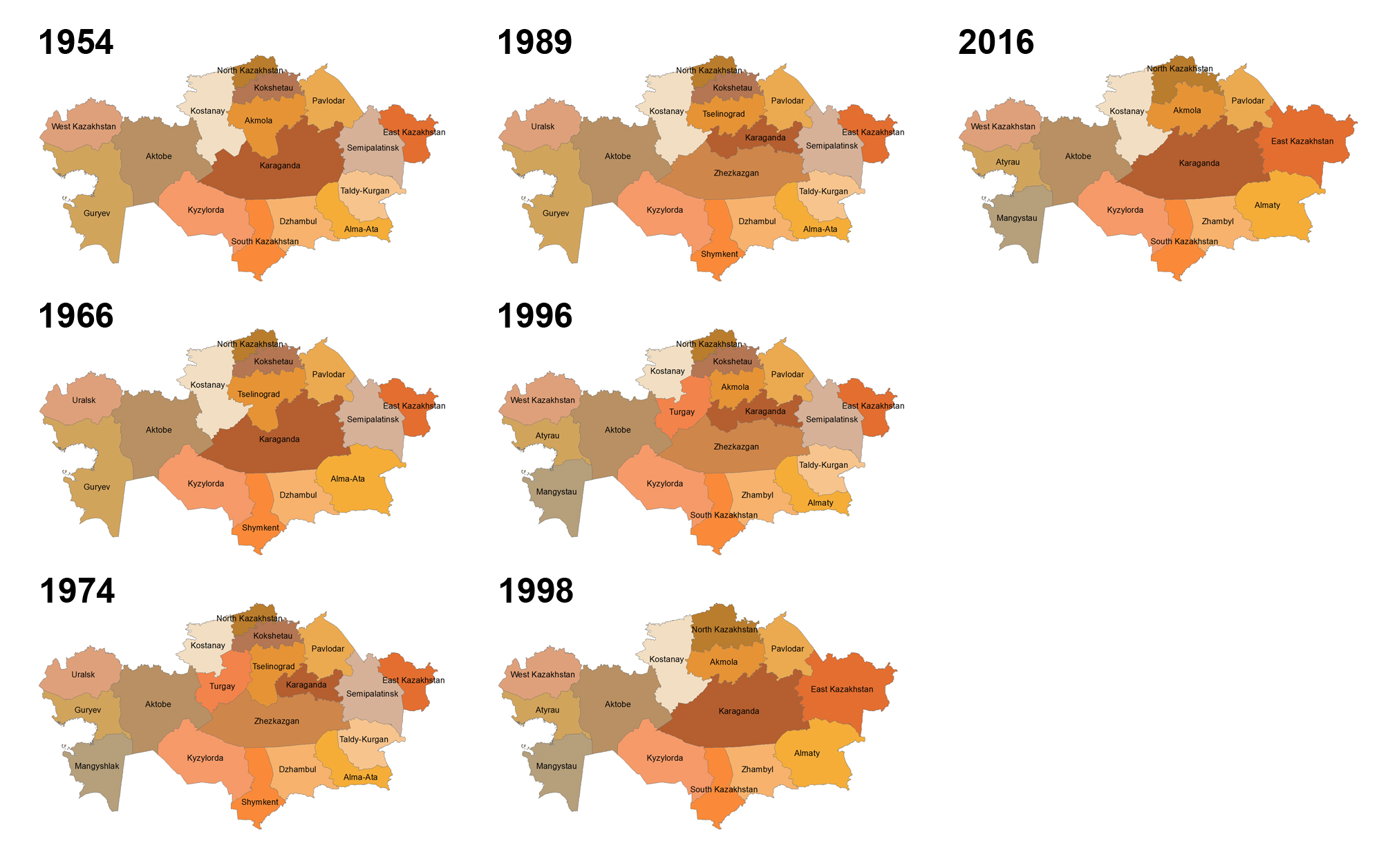
Thay đổi tên gọi và ranh giới các tỉnh từ 1954

Trong 60 năm qua, sự phân bố  và tên gọi các tỉnh của Kazakhstan đã thay đổi nhiều. Các thay đổi lớn là sáp nhập và chia tách giữa Guryev và Mangystau, Karaganda và Dzhezkazgan, Almaty vf Taldy-Kurgan, Đông Kazakhstan và Semipalatinsk và Kostanay, Turgay và Tselinograd. Thay đổi trong tên gọi các tỉnh thường phù hợp với việc đổi tên các thành phố,  như trường hợp Alma-Ata/Almaty. Các quyết định sáp nhập trong thập niên 1990 nhằm làm loãng tỷ lệ dân tộc Nga trong dân số các tỉnh và tránh để có các tỉnh có đa số cư dân là dân tộc Nga.